# エリック・ビショフ
エリック・ビショフ（Eric Aaron Bischoff、1955年5月27日 - ）は、アメリカ合衆国のプロレス・プロモーター、プロデューサー。2005年12月まで、WWEのテレビ番組『ロウ』においてゼネラルマネージャー (GM) を務めていた。何か企んでそうな笑顔が特徴である。
空手、拳法の有段者ということになっているが、本人によれば完全なギミックでもなく若い頃実際に道場で鍛えたそうである。プロレスラーではないが、ストーリーに応じて時折リングで試合を行うこともあった。
現在はワイオミング州コーディに住み、プロレスとは無縁な醸造会社を始めている。
息子のギャレット・ビショフはプロレスラー。

## 来歴

### AWA
いくつかの職を経てAWAに営業職として就職、1989年に急遽インタビュアーを代理で始めたのがテレビに出た最初の仕事である。その後正式にインタビュアーを務めるようになったが、1991年にAWAが活動を終了。WWE（当時：WWF）への入団を希望したが採用されず、WCWへリングアナウンサーとして再就職。この経緯が後の彼の大きなモチベーションとなる。

### WCW
WCWでもリングアナウンサーからプロモーター、ブッカーへと仕事を移していき、もともと優秀なビジネスマンだったこともあり1993年にはWCWの副社長まで上り詰めた。ビショフが現場の責任者となってストーリー構成の中心者になってからは、1995年にWWFのロウの裏番組としてマンデー・ナイトロを開始し、WWFに対して視聴率戦争（マンデー・ナイト・ウォーズ）を仕掛ける。WCWの潤沢した資金をもとにWWF、ECWから目途を付けた数多くのレスラーを大金で引き抜くようになる。
スーパースターの引き抜き、自らも加入したnWoの空前の大ブレイクなどでWWFに対しWCWは優位に立ち、一時はWWFを倒産寸前まで追い詰める。だがベテラン中心のストーリーで若手に出番が与えられず、またビショフと仲が良かったnWoメンバーやケビン・ナッシュ、ビル・ゴールドバーグらのレスラーが発言力を増幅させて自己主張を通すようになり、団体内の統制が混沌としたものとなる。それに呼応するようにストーリーもnWo一辺倒な物ばかりが目立ち、ファンからはマンネリ化を指摘されていた。このWCWの現状を見てWWFへの移籍を決意した選手は多く、徐々にメジャー団体としての求心力を失ってしまう。その間WWFはストーン・コールド・スティーブ・オースチンとビンス・マクマホンの抗争ストーリーなどで巻き返し、WCW側が窮地に立つ。ビショフは1999年にWCWを解雇されたが半年後に復帰。しかし2001年、WCWが崩壊する。
WCW崩壊後はTV番組のプロデューサーを務めたり、またインディー団体に関わるなどした。

### WWE
2002年に電撃的にロウのGMとしてWWEと契約、ファン・関係者を驚愕させた。過去のWCWとWWEとのTV番組抗争、更にレスラーを引き抜いては十分に使わないで解雇するといった印象が強かったこともあり、GM就任以来一貫して強力なヒールを演じた。印象や憶測ではなく過去を知る一部ECWファンからは嫌われており、2005年に開催されたPPV、ECW ワン・ナイト・スタンドに反ECW義勇軍を率いて登場した際も、観客から多くのブーイングを浴びた。
ヒールらしく独裁的なGM活動を行い、チーフ・モーリーやジョン・モリソンなどを補佐役に付けて高圧的な態度を取り、2002年9月2日に世界ヘビー級王座をトリプルHに授与する形で創設したり、同年10月20日の統一戦でインターコンチネンタル王座を消滅させたりしていた（後に復活）。また、WWEで最も過酷なデスマッチ形式「エリミネーション・チェンバー・マッチ」を考案したのも彼である。
2004年2月に来日し、2005年2月4日に開催された、さいたま大会ROAD TO WRESTLEMANIA 21 JAPAN TOURにも参加し、同大会の開会宣言を務めた。
2005年10月から始まったロウとスマックダウンとの抗争にて、スマックダウン側にも登場。サバイバー・シリーズでの敗戦後、巻き返しをビンスに誓うも同年12月にGMを解任された。2006年秋、自伝「Controversy Creates Cash」（物議が金を生む）を出版、自書のプロモーションも兼ねてWWEのテレビ画面に復帰した。
2007年、WWEとの契約満了により退団（ストーリー上では解雇ということになっている）。
2009年にTNAと契約した。
2019年6月、WWEに復帰、スマックダウン・エグゼクティブ・ディレクター（SmackDown Executive Director）に就任する。
2021年3月18日、WWE殿堂への殿堂入りが発表される。

## 入場曲
- I'm Back（WWE時代）

## エピソード、その他
- 現場においてはハルク・ホーガン、ケビン・ナッシュ、DDPなど自分と仲のいい選手をプッシュし、また彼等が望めば簡単に高額の契約金を払ったことから「ATMエリック」と陰口を叩かれた。一方でリック・フレアーの派閥とは非常に仲が悪かった。
- かつてはビル・ゴールドバーグと共に絶対にWWEには登場しないであろう人物の筆頭に挙げられていた。ビンス・マクマホンは宿敵であった彼を雇った理由を「自分の部下として働かせるなんて最高の復讐だ」と語っている。
- 夫人のローリー・ビショフは「全米で最もセクシーな女性」の一人に選ばれたほどの美人である。
- WCWのエグゼグティブ時代に、K-1 GRAND PRIX '95 開幕戦の日本武道館大会に来場し、リング上でアンディ・フグに花束を渡したことがある。
- ワイオミング州コーディ在住の彼は、2011年に彼のビール好きから、醸造会社を始めた。彼はコーディ市の英雄であるガンマン、バッファロー・ビルのワイルド･ウェスト･ショーを特徴にした「バッファロー・ビル・コーディ・ビール」と言うビールを作り出した。